# Rdeči dren
Rdeči dren (znanstveno ime Cornus sanguinea je nizko listopadno drevo iz družine drenovk, ki se pogosto sadi kot okrasno drevo.

## Opis
Rdeči dren je listopadni grm, ki v višino doseže od 2 do 6 m in ima temne zeleno-rjave veje. Listi so enostavni in elipsaste oblike, dolgi od 4 do 8 cm in široki med 2 in 4 cm. Na veje se nameščeni nasprotno. Imajo 3 do 4 pare žil, ki rastejo polkrožno v obliki loka. Površina listov je dlakava, zgornja stran je zelena, spodnja p anekoliko bolj bledo zelena.:509 Cvetovi so beli in imajo premer med 5 in 10 mm ter neprijeten vonj. V neprava kobulasta socvetja je zbranih do 50 cvetov. Socvetja dosežejo premer med 3 in 5 cm. Oplajajo jih žuželke, iz oplojenih cvetov pa se razvijejo črne jagode s premerom med 5 in 8 mm. Znotraj plodov je po eno seme.

## Ekologija
Rdečemu drenu ustrezajo alkalna, bogata in globoka ilovnata tla na apnencu. Potrebuje nekoliko več vlage kot rumeni dren. Je svetloljubna vrsta, ki prenese le nekaj sence in je odporen proti mrazu. V Sloveniji raste do nadmorske višine 1000 metrov in pogosto tvori gozdni rob.
Naravno je razširjen po večini Evrope in zahodne Azije, kjer je najbolj pogost ob rekah in grapah. Razmnožuje se iz korenin in s pomočjo semen in lahko tvori gosto grmovje, običajno skupaj s spremljevalnimi rastlinami (najpogosteje ga spremljajo navadni srobot, enovratni glog, divja jablana, črni trn, malinjak in brestovolistna robida). Ponekod velja za invazivno vrsto.

## Uporaba
Listi in plodovi rdečega drena so hrana mnogo različnim živalskim vrstam. Z listi se hranijo gosenice vešče vrste Coleophora anatipennella. Plodovi so hrana različnim vrstam ptic in nekaterim sesalcem. Zaradi velike priljubljenosti jagod med pticami, se rdeči dren pogosto uporablja v permakulturnem kmetovanju, da se z njim odvrne ptice od gojenih rastlin in privabi ptice, ki nato lovijo škodljive žuželke. 
Les ima podobne lastnosti kot les rumenega drena, je zelo gost in v vodi ne plava. Uporablja se ga za izdelavo različnih izdelkov, med drugim za puščice, pohodne palice in drugo. Puščice, ki so jih našli na ledenodobnem lovcu Ötziju, leta 1991, so bile izdelane iz lesa rdečega drena.